# Оберман, Густаво
Густаво Андрес Оберман (исп. Gustavo Andrés Oberman; род. 25 марта 1985, Кильмес) — аргентинский футболист, полузащитник.

## Биография
Свою карьеру на взрослом уровне Оберман начал в аргентинском клубе «Архентинос Хуниорс». Эта команда стала первой в его карьере, однако Густаво пробыл в её составе лишь один сезон. В 2005 году отправился в другой аргентинский клуб — «Ривер Плейт», однако в этом клубе ему аналогично не удалось провести много времени. В тот период Оберман выступил в составе сборной Аргентины до 20 лет на чемпионате мира среди молодёжных команд, который она выиграла. Уже летом 2006 года Густаво вернулся обратно в «Хуниорс». В дальнейшем Оберман покинул Аргентину, отправившись в испанскую команду «Кастельон». Тем не менее, на тот момент ни в одном из своих клубов он так и не смог провести много времени. Впоследствии играл за румынский «ЧФР Клуж» и «Кордову», а в 2009 году вернулся на родину, в свой первый клуб. Оберману удалось закрепиться его в составе, он провёл в «Архентинос Хуниорс» четыре сезона, выиграл за это время Клаусуру 2010, а впоследствии перешёл в «Кильмес». В этой команде Оберман провёл один сезон, после чего отправился в «Олимпо». В 2014 году вновь уехал из Аргентины, на этот раз — в чилийский «Сан-Маркос де Арика». После сезона в этой команде перебрался в индийский клуб «Пуна Сити», а в 2017 году вернулся на родину, в клуб из своего родного города — «Архентино де Кильмес».

## Достижения
Сборная Аргентины (до 20 лет)
- Чемпион мира среди молодёжных команд: 2005

«Архентинос Хуниорс»
- Победитель Клаусуры: 2009/10